# いとう耐
いとう 耐（いとう たい、1961年 - ）は、日本の漫画家。愛知県名古屋市出身。

## 概要
江川達也のアシスタントを経て、1998年『週刊漫画アクション』（双葉社）にて「風前の灯」でデビュー。2001年に『週刊モーニング』（講談社）にて「純喫茶のこりび」を連載開始。2003年、同作で第7回文化庁メディア芸術祭マンガ部門で奨励賞を受賞。2011年より『コミック乱ツインズ』（リイド社）にて「歴史漫画はじめました」を連載中。

## 作品
- 風前の灯 (1999年、漫画アクション連載、アクションコミック双葉社、全1巻)
- 純喫茶のこりび（2002年、週刊モーニング連載、講談社、モーニングKC、全3巻）
- 週刊いとうタイムズ（2005年、週刊コミックバンチ連載、新潮社）
- ぶんぼべらし (2008年、プレイコミック連載、秋田書店)
- 歴史漫画はじめました（2011年、コミック乱ツインズ連載、リイド社）
- シャカイの窓（2012年、ビッグコミックオリジナル増刊、小学館）

### 読み切り
- パカパカ異聞　馬仙人	(原作：土屋ガロン、漫画アクション、1999年11月9日号）